# براندون غروف
براندون غروف (بالإنجليزية: Brandon Grove)‏ هو دبلوماسي أمريكي، ولد في 8 أبريل عام 1929، في شيكاغو في الولايات المتحدة، وتوفي في 20 مايو عام 2016، في واشنطن العاصمة في الولايات المتحدة.

## وصلات خارجية
- براندون غروف على موقع إن إن دي بي (الإنجليزية)